# Cua d'escorpí
|  | Per a altres significats, vegeu «herba d'eruga». |

L'herba berruguera, cua d'escorpí, malgira-sol, heliotropi, herba d'eruga, herba paixellera, herba passerella o, simplement, passerella (Heliotropium europaeum) és una planta erecta, àmpliament ramosa, amb pèls grisencs, anual, fètida. Fulles ovades a el·líptiques, de base cuneada a arrodonida, peciolades. Flors blanques o liles, de 2-4 mm de diàmetre, sèpals lineal oblongs a estretament triangulars, estesos després de la floració; bràctees absents. Floreix de juny a octubre. Habita en terreny conreat, al costat de carreteres i roques a Europa. Falta a Europa del nord.